# Canberra Capitals
Le Canberra Capitals sono una società cestistica avente sede a Canberra, in Australia. Fondate nel 1984, giocano nella WNBL.
Disputano le partite interne alla AIS Arena.